# Gilbert Constantin
 (septembre 2010).
Si vous disposez d'ouvrages ou d'articles de référence ou si vous connaissez des sites web de qualité traitant du thème abordé ici, merci de compléter l'article en donnant les références utiles à sa vérifiabilité et en les liant à la section « Notes et références ».
Gilbert Constantin, né le 18 aout 1947 à Collombey dans le Canton du Valais, et mort le 31 août 2010 à Sion, est un peintre et sculpteur suisse. Il est membre fondateur du groupe d'artistes Dargino,.

## Carrière
Il passe la majeure partie de sa vie dans le Clos du Doubs, à Saint-Ursanne puis Montenol. À la fin de sa vie, il retourne dans les montagnes du canton du Valais, à Bieudron.

## Récompenses
- Médaille de bronze du « Bilan Art Contemporain » (New-York, 1983)[1]
- Médaille vermeille du « Bilan Art Contemporain » (Dallas, 1983)[1]
- Prix du « Lions Club » (Bâle, 1984)[1]
- Prix spécial du Jury du « Bilan Art Contemporain » (Tokyo, 1985)[1]

## Expositions
Il a connu environ 80 expositions personnelles dès 1971, dont les plus importantes sont : 
- 1977, 1987 et 1991 à Bâle
- 1978 à Bruxelles
- 1982 à Villeneuve
- 1983 à Bâle, New-York, Dallas et Tokyo
- 1984 à Sion
- 1985, 1997 et 2002 à Saint-Ursanne
- 2004 à Delémont et Corcelles
- 2005 à Monthey et Rossemaison
- 2006 à Fleurier
- 2007 à Treycovagnes
- 2010 à Conthey et à Haute Nendaz